# Victor Franz Hess
Victor Franz Hess (Victor Francis Hess) (født 24. juni 1883, død 17. december 1964) var en østrigsk-amerikansk fysiker. Han arbejdede ved universiteterne i Graz og Innsbruck.
Hess er kendt for opdagelsen af kosmisk stråling. I 1936 blev han derfor tildelt Nobelprisen i fysik sammen med Carl David Anderson der fik den tildelt for opdagelsen af positron.
Hans kone var jødisk, og i 1938 flyttede han derfor til USA med sin familie for at undgå nazistisk forfølgelse, og blev udnævnt til professor ved Fordham-universitetet samme år. Han blev senere amerikansk statsborger.